# Barichneumon hozanensis
Barichneumon hozanensis är en stekelart som beskrevs av Tohru Uchida 1932. Barichneumon hozanensis ingår i släktet Barichneumon och familjen brokparasitsteklar. Inga underarter finns listade.